# George Spencer, 4. Duke of Marlborough

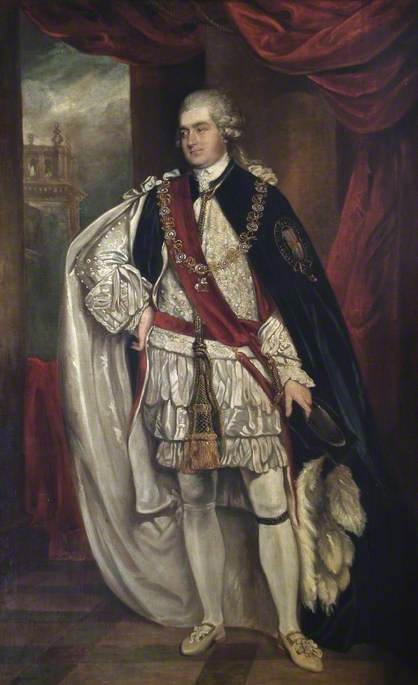
George Spencer, 4. Duke of Marlborough, Gemälde von George Romney

George Spencer, 4. Duke of Marlborough, KG, PC, FRS (* 26. Januar 1739; † 29. Januar 1817 in Blenheim Palace bei Woodstock, Oxfordshire) war ein britischer Peer und Politiker.

## Leben
George Spencer war der ältere Sohn des Charles Spencer, 3. Duke of Marlborough aus dessen Ehe mit Hon. Elizabeth Trevor, Tochter des Thomas Trevor, 2. Baron Trevor. Als Heir apparent seines Vaters führte er bis zu dessen Tod den Höflichkeitstitel Marquess of Blandford. Er besuchte das Eton College und kaufte sich 1755 einen Offiziersposten als Ensign der Coldstream Guards. 1756 wurde er zum Captain des 20th Regiment of Foot befördert.
Beim Tod seines Vaters erbte er 1758 dessen Adelstitel als Duke of Marlborough und wurde dadurch mit Erreichen der Volljährigkeit 1760 Mitglied des House of Lords. 1761 wurde er zum Lord Lieutenant von Oxfordshire ernannt und ins Privy Council aufgenommen. 1762 wurde er zum Lord Chamberlain of the Household von König Georg III. berufen, dem er auch bei der Krönung in der Westminster Abbey das königliche Zepter überreichte. Von 1763 bis 1763 hatte er auch das Amt des Lord Keeper of the Privy Seal inne. 1768 wurde er als Knight Companion in den Hosenbandorden und 1786 als Fellow in die Royal Society aufgenommen.
In Blenheim Palace hatte er sich eine Sternwarte eingerichtet; über seine astronomischen Beobachtungen tauschte er sich u. a. mit den Geodäten der Trigonometrischen Vermessung von Großbritannien und Irland aus.

## Ehe und Nachkommen
Spencer heiratete 1762 Lady Caroline Russell, die Tochter von John Russell, 4. Duke of Bedford. Aus der Ehe gingen acht Kinder hervor.
- Lady Caroline Spencer (1763–1813) ⚭ 1792 Henry Ellis, 2. Viscount Clifden;
- Lady Elizabeth Spencer († 1812) ⚭ 1790 John Spencer;
- Lady Charlotte Spencer († 1802) ⚭ 1797 Rev. Edward Nares;
- George Spencer-Churchill, 5. Duke of Marlborough (1766–1840);
- Lord Henry John Spencer (1770–1795) MP, britischer Gesandter in den Niederlanden, Schweden und Preußen;
- Lady Anne Spencer (1773–1865) ⚭ 1796 Cropley Ashley-Cooper, 6. Earl of Shaftesbury;
- Lady Amelia Sophia Spencer (nach 1774–1829) ⚭ 1812 Henry Pytches Boyce;
- Francis Almeric Spencer, 1. Baron Churchill of Whichwood (1779–1847).